# Льондек-Здруй
Льо́ндек-Здруй (пол. Lądek-Zdrój, нім. Bad Landeck) — місто в південно-західній Польщі, у східних Судетах.
Належить до Клодзького повіту Нижньосілезького воєводства.

## Демографія
Демографічна структура станом на 31 березня 2011 року:
|          | Загалом | Допрацездатний вік | Працездатний вік | Постпрацездатний вік |
| -------- | ------- | ------------------ | ---------------- | -------------------- |
| Чоловіки | 2828    | 478                | 2031             | 319                  |
| Жінки    | 3263    | 437                | 1899             | 927                  |
| Разом    | 6091    | 915                | 3930             | 1246                 |

## Галерея

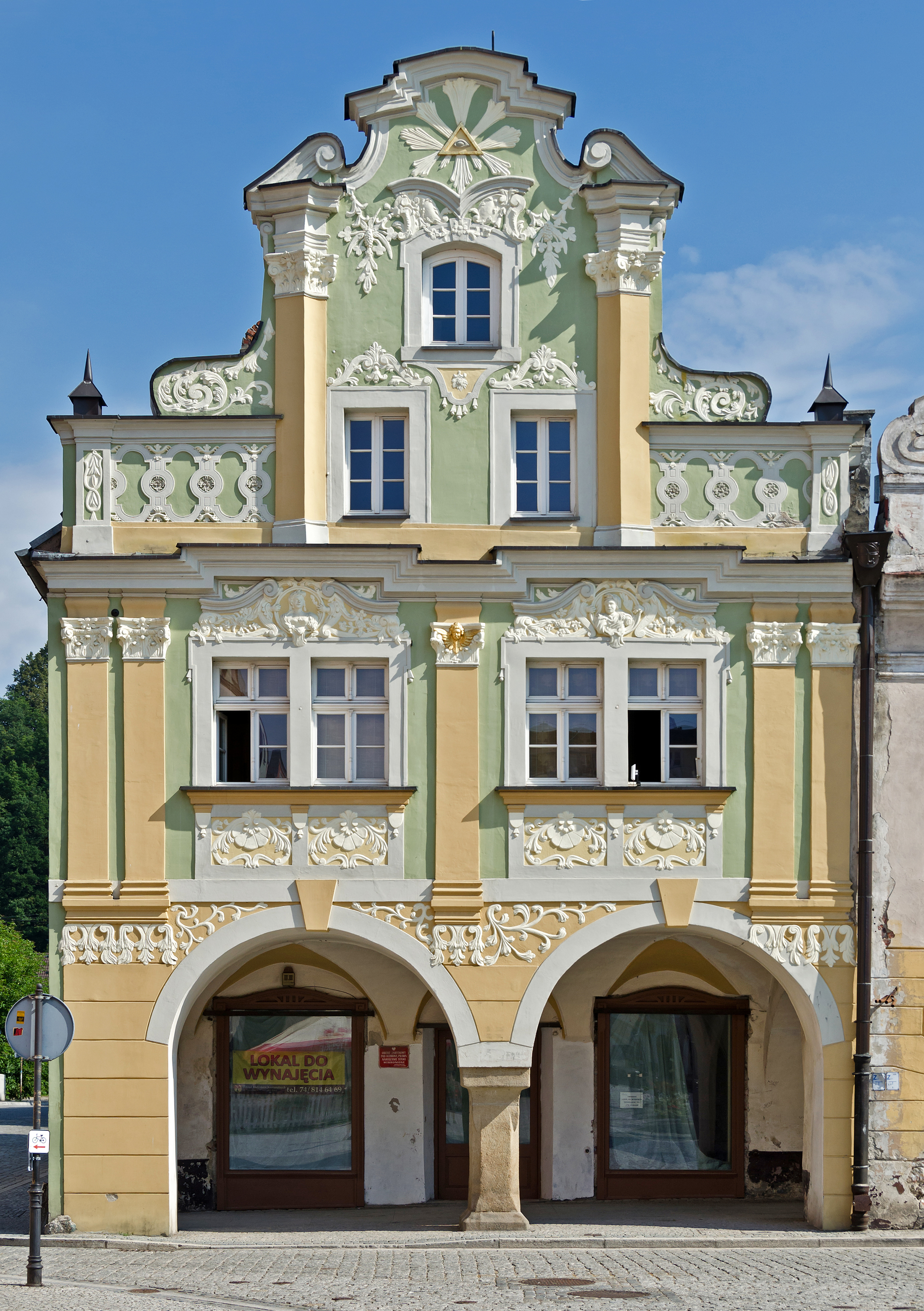
Будинок на площі Ринок
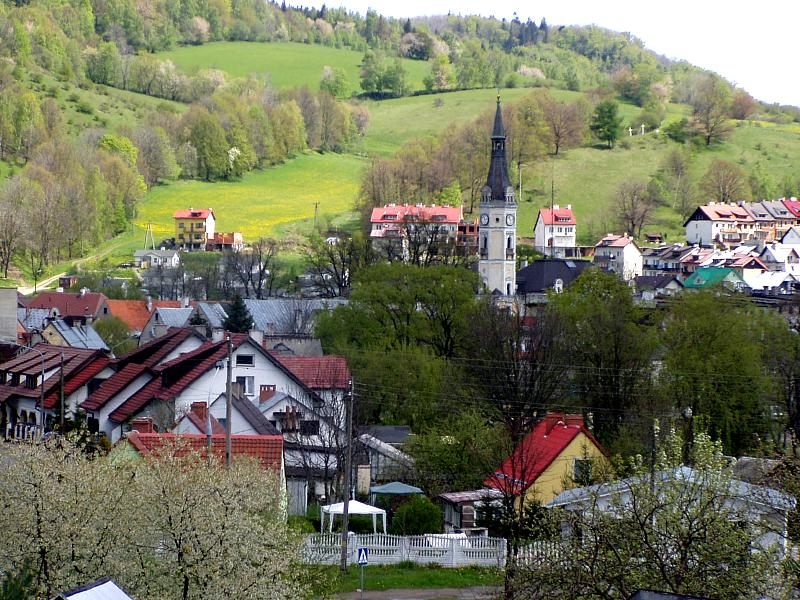
Льондек-Здруй весною
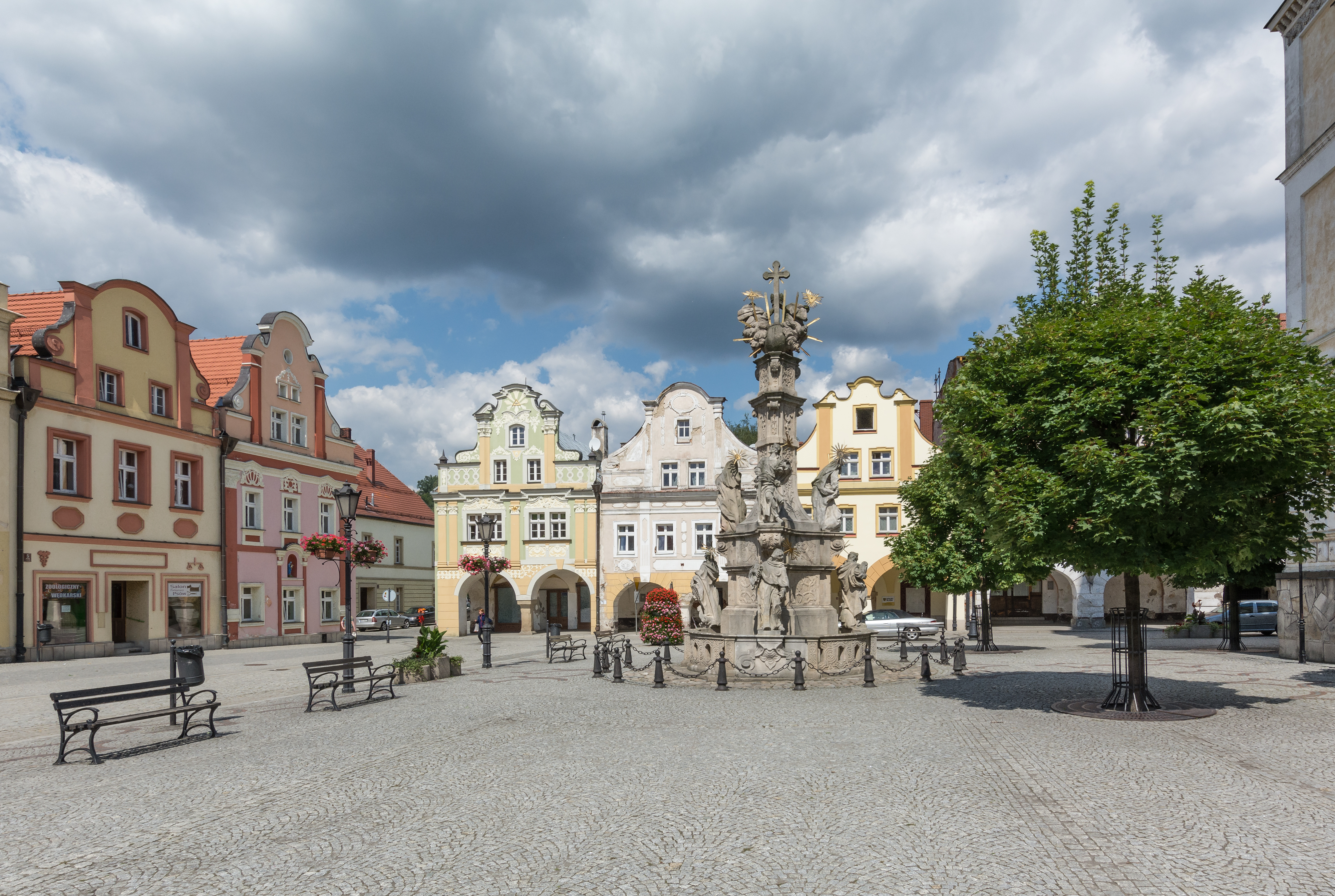
Північно-західний кут Площі Ринок (Rynek) з бароковою статуєю Святої Трійці
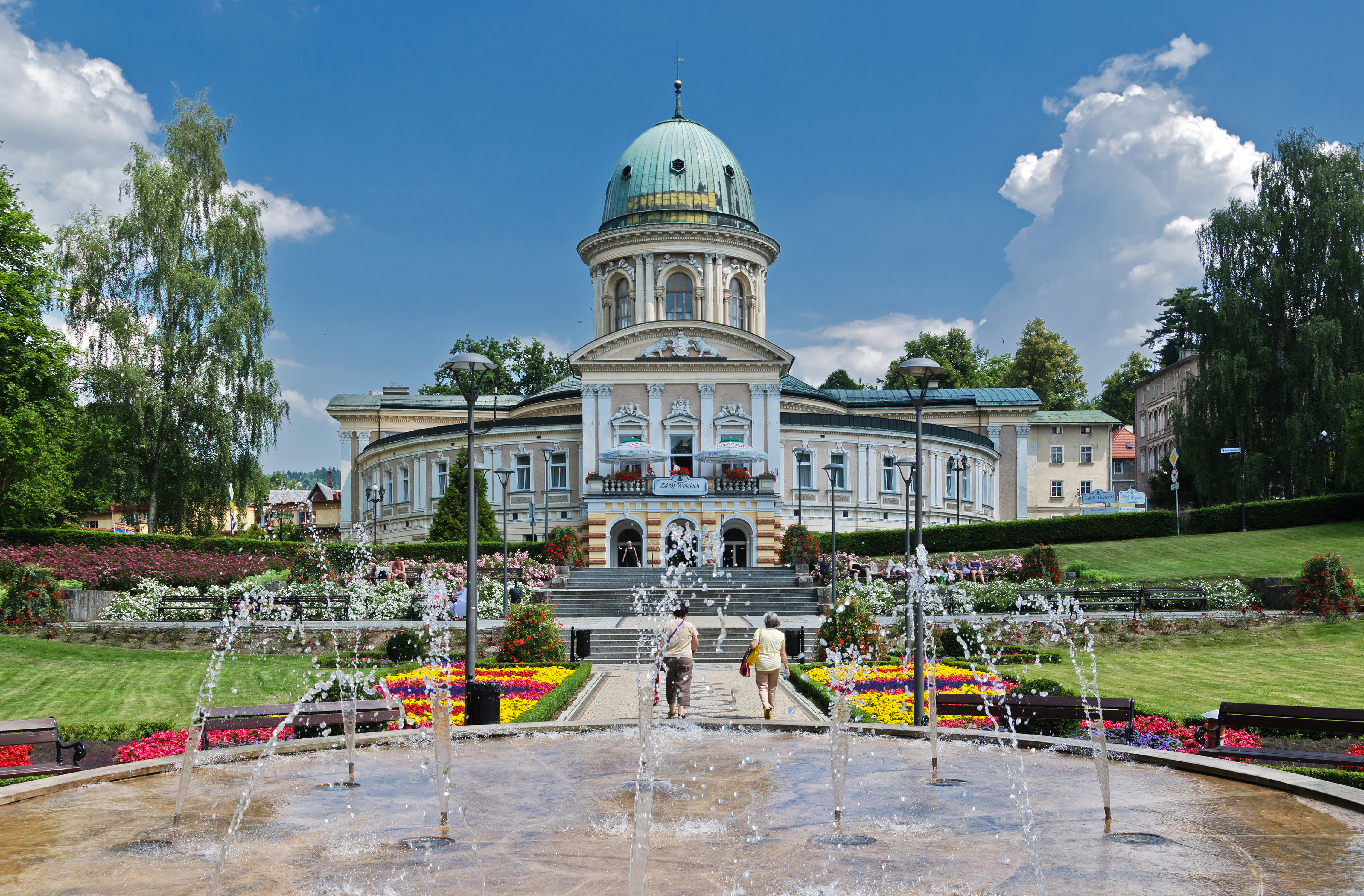
Спа-готель "Wojciech"
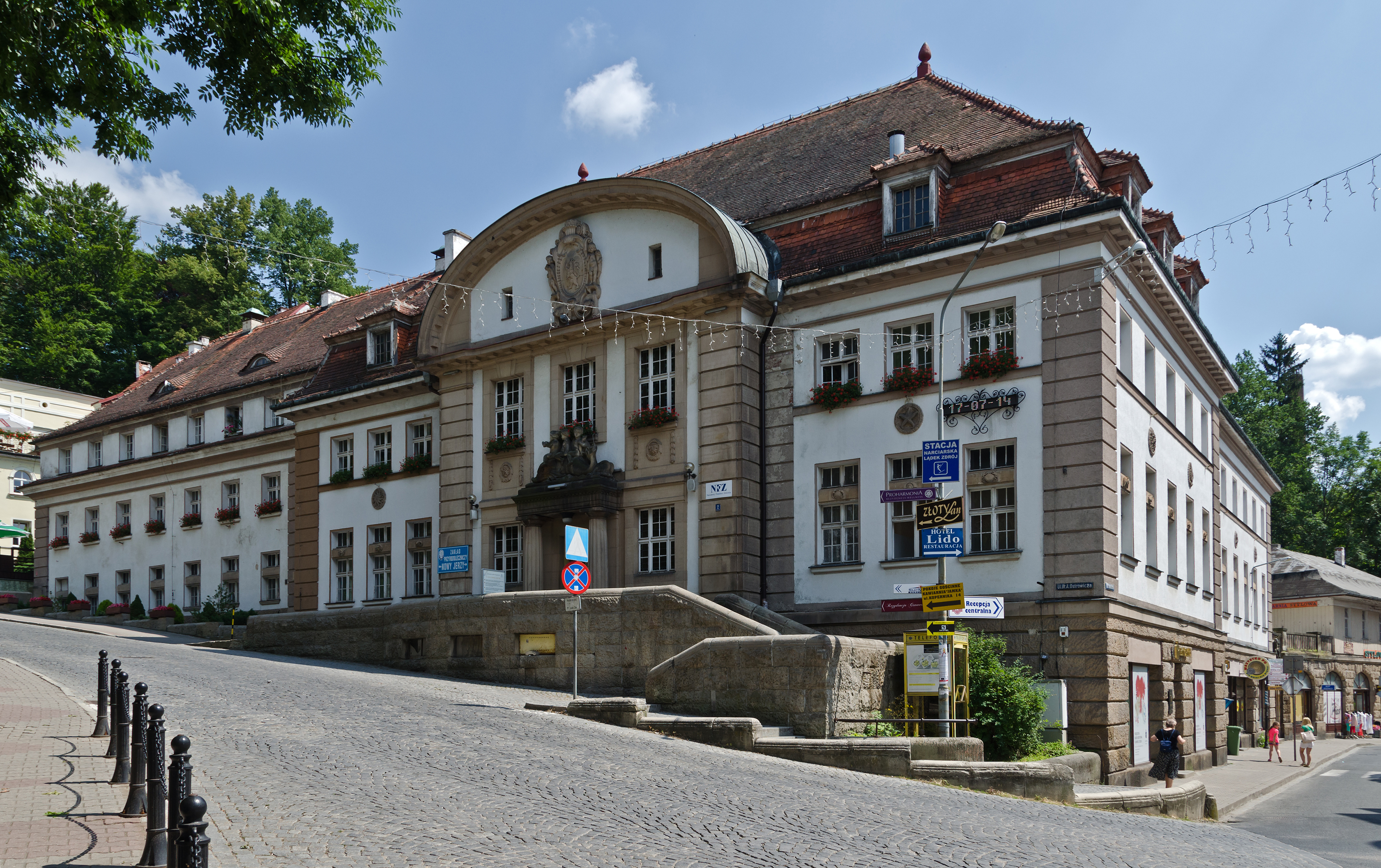
Санаторій "Nowy Jerzy"
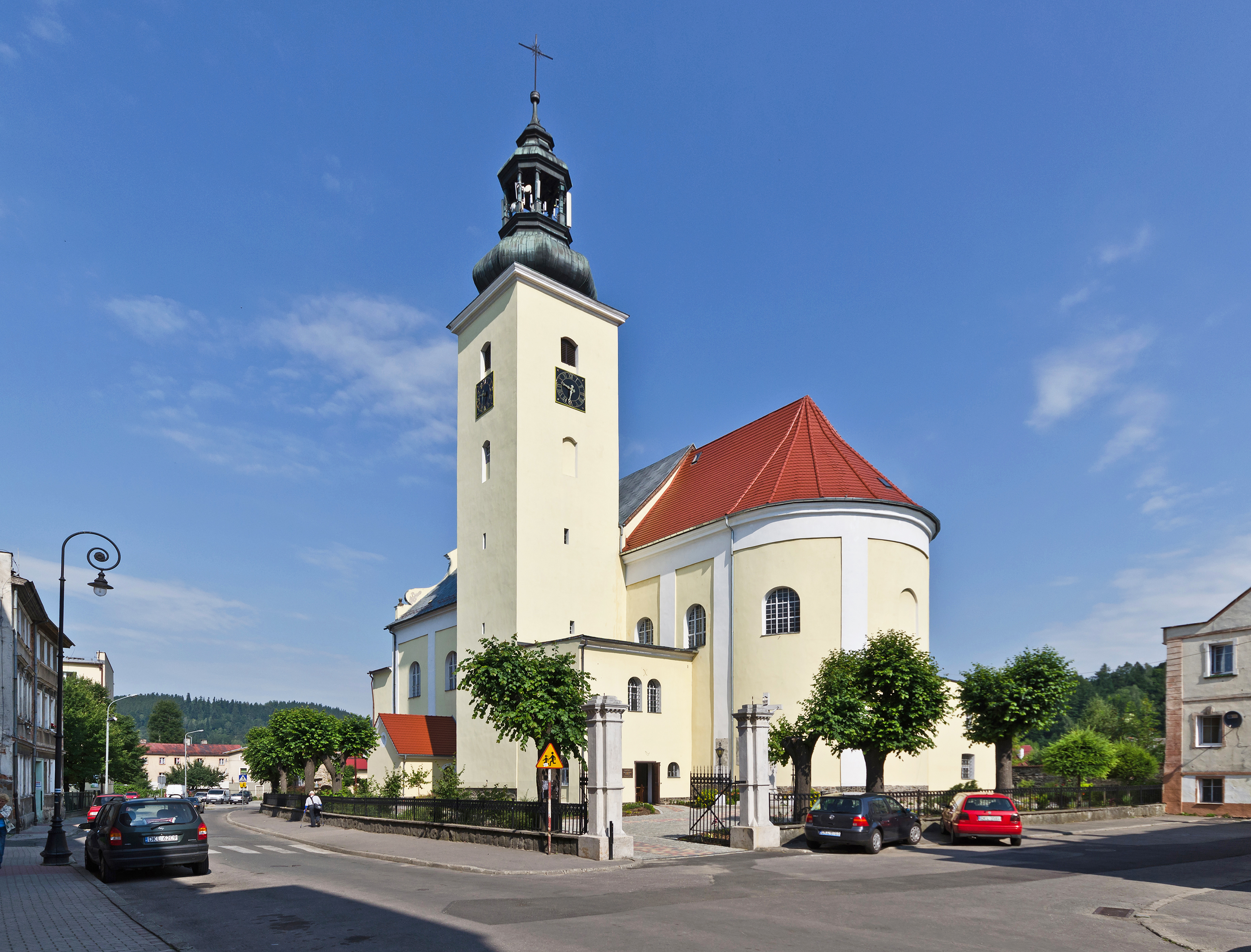
Барокова Церква Різдва Діви Марії
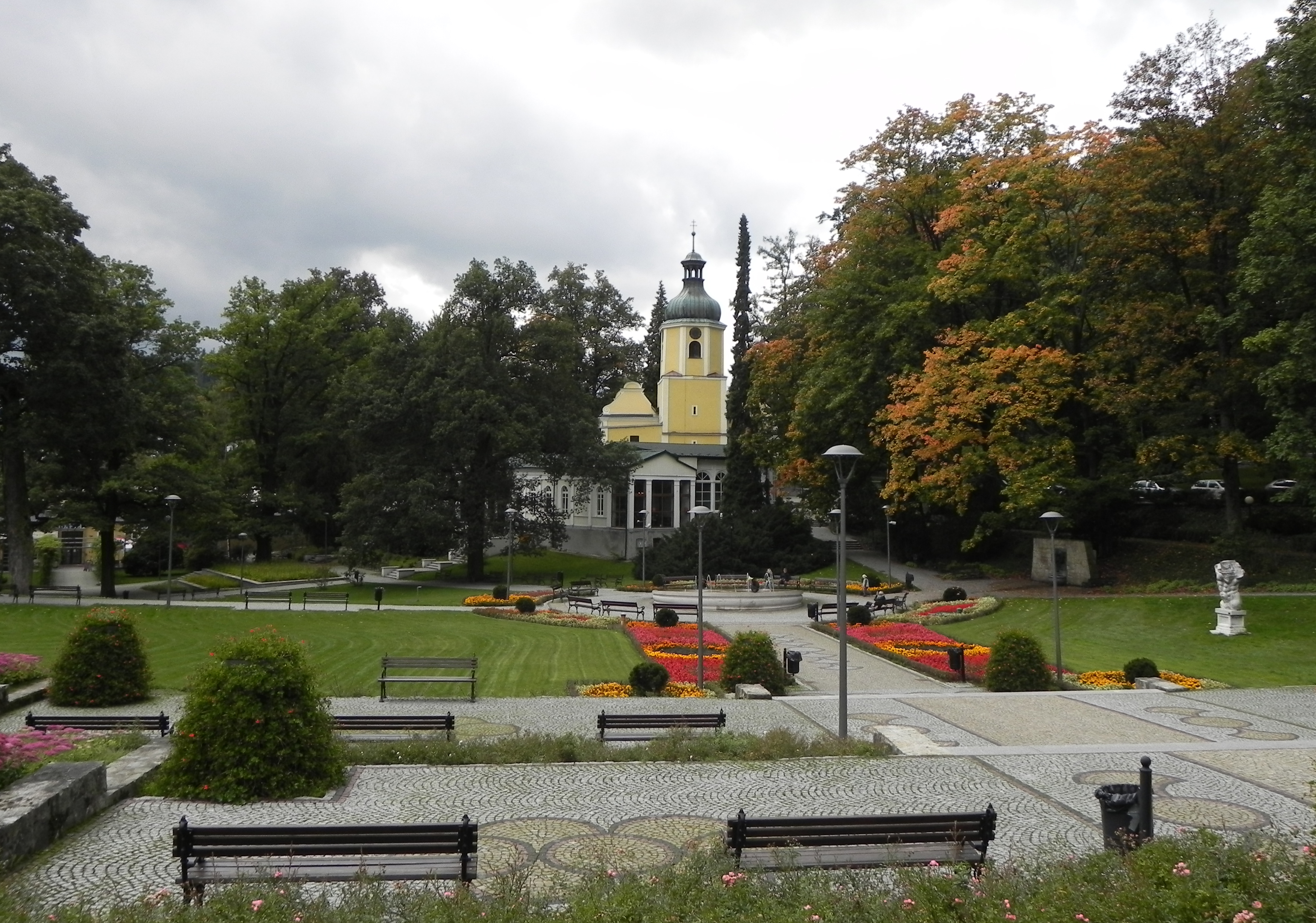
Спа-сади з каплицею Святої Марії
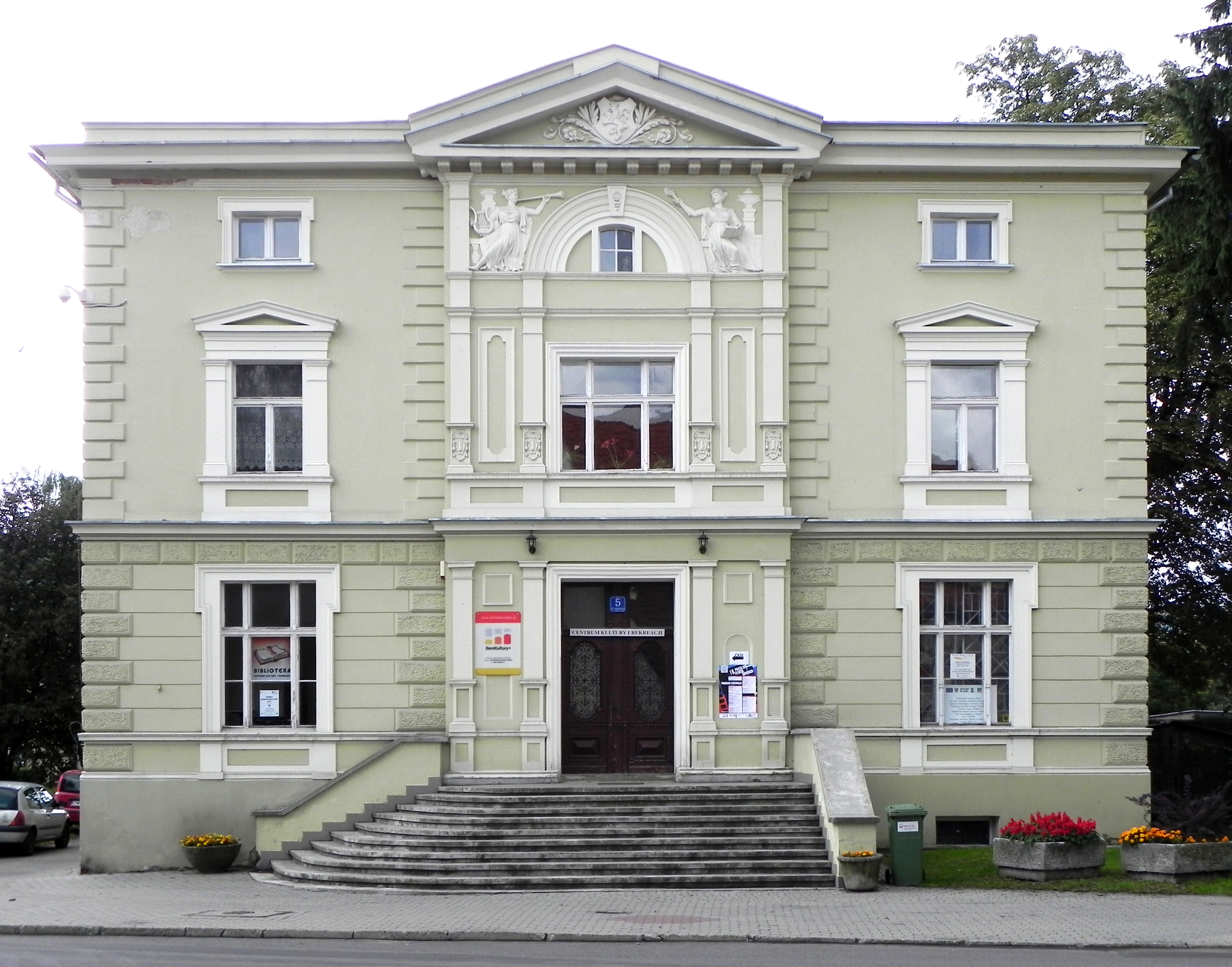
Центр культури і відпочинку
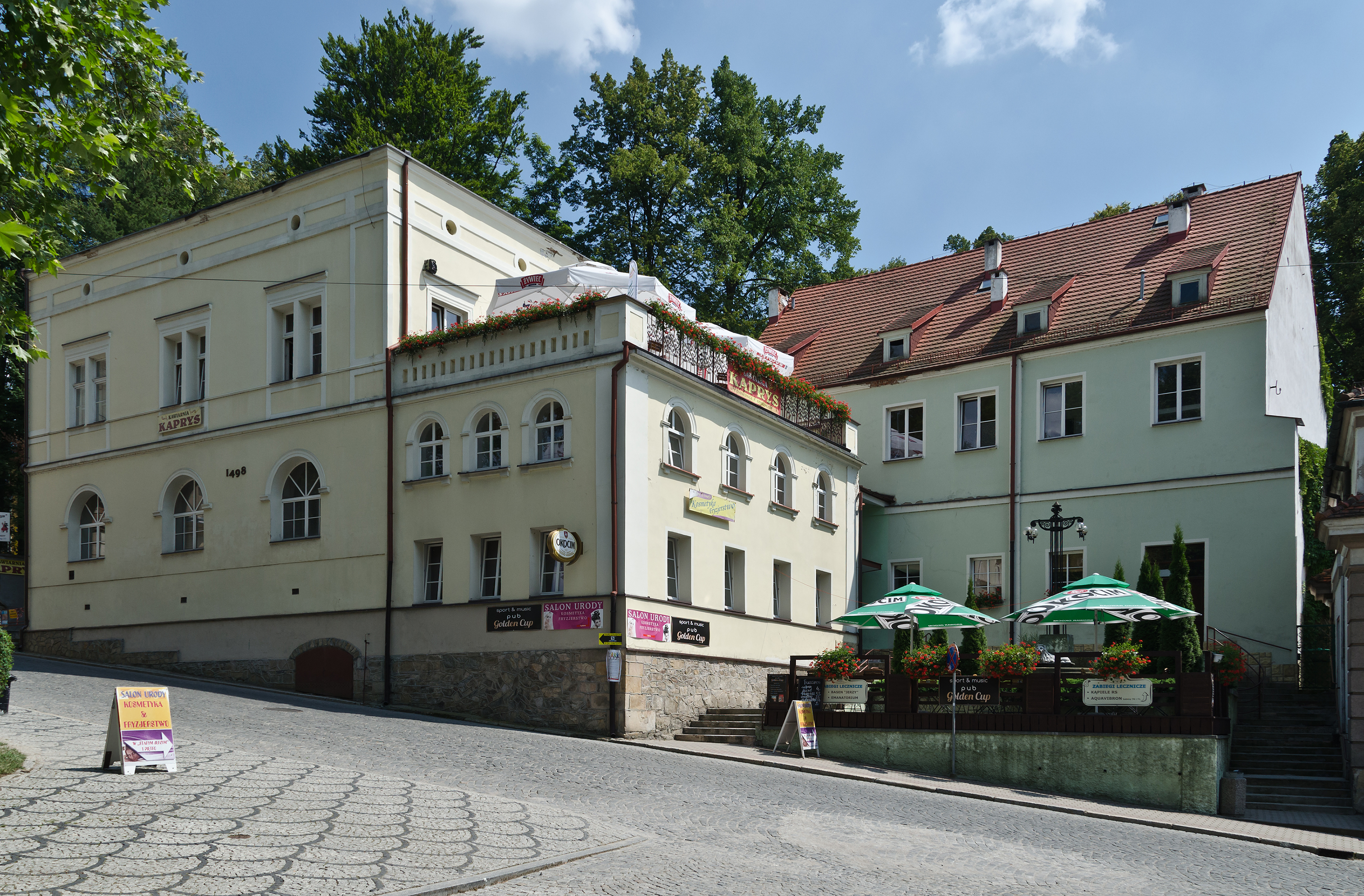
Санаторій "Stary Jerzy"